# Straßerhof (Odenthal)
Straßerhof ist ein Wohnplatz in Unterodenthal in der Gemeinde Odenthal im Rheinisch-Bergischen Kreis.

## Lage und Beschreibung
Straßerhof liegt im Nordwesten der Gemeinde an der Grenze zu Burscheid und Leverkusen. Teile von Straßerhof liegen heute in Burscheid.

## Geschichte
Straßerhof ist im 19. Jahrhundert entstanden. Seinerzeit war dort eine Poststelle eingerichtet. Die Ortschaft war Teil der Bürgermeisterei Odenthal im preußischen Kreis Mülheim am Rhein.
Der Ort ist auf der Preußischen Uraufnahme von 1840 als Straßer Hof verzeichnet. Ab der Preußischen Neuaufnahme von 1892 ist er auf Messtischblättern regelmäßig als Strasser Hof, Straßer Hof oder Straßerhof verzeichnet.
| Jahr | Einwohner | Wohn- gebäude | Kategorie  | Bemerkung           |
| ---- | --------- | ------------- | ---------- | ------------------- |
| 1871 | 22        | 2             | Poststelle | genannt Strasserhof |
| 1885 | 27        | 3             | Wohnplatz  |                     |
| 1895 | 22        | 5             | Wohnplatz  |                     |
| 1905 | 11        | 3             | Wohnplatz  |                     |